# 2020年東京オリンピックのバレーボール競技・男子南米予選
2020年東京オリンピックのバレーボール競技・男子南米予選（とうきょうオリンピックのバレーボールきょうぎ・だんしなんべいよせん）は、2020年東京オリンピックのバレーボール競技の男子南米予選である。2020年1月にチリのモスタサルで開催された。

## 大会方式
出場4チームが1回戦総当たりを行い、優勝チームに2020年東京オリンピック出場権が与えられる。

## 出場チーム
2020年東京オリンピック出場権を獲得していないチームの中で、2019年南米選手権の上位4チームに出場権が与えられる。同大会優勝の ブラジル、準優勝の アルゼンチンは大陸間予選で既にオリンピック出場権を得ているため、3-6位のチームに出場権が与えられた。
| チーム     | 2019年南米選手権 |
| ---------- | ---------------- |
| チリ       | 3位              |
| ベネズエラ | 4位              |
| ペルー     | 5位              |
| コロンビア | 6位              |

## 開催地・日程
- 開催地： チリ・モスタサル（スペイン語版） サン・モンティチェロ（スペイン語版）
- 日程：2020年1月10日-12日

## 順位決定方式
各プールの順位は以下のように定める。
1. 勝数の多いチームを上位とする。
2. 勝数が等しい場合は、試合ごとにセットカウントにより与えられる獲得ポイントの多いチームを上位とする。
3. 勝数・獲得ポイントが等しい場合は、セット率（得セット÷失セット）で上位を決める。
4. それでも決着がつかない場合は、得点率（得点÷失点）で上位を決める。
5. それでも決着がつかない場合は、当該チームの対戦成績で1～4の順で比較して上位を決める。

| 獲得ポイント   | 獲得ポイント | 獲得ポイント |
| セットカウント | 勝利         | 敗戦         |
| -------------- | ------------ | ------------ |
| 3-0            | 3            | 0            |
| 3-1            | 3            | 0            |
| 3-2            | 2            | 1            |

## 試合結果
試合開始時間はそれぞれ現地時間。
|  | 2020年東京オリンピック出場 |

|      |            | 試合 | 試合 | Pts | セット | セット | セット   | 得点 | 得点 | 得点   |
| 順位 | チーム     | 勝   | 敗   | Pts | 得     | 失     | セット率 | 得点 | 失点 | 得点率 |
| ---- | ---------- | ---- | ---- | --- | ------ | ------ | -------- | ---- | ---- | ------ |
| 1    | ベネズエラ | 2    | 1    | 7   | 8      | 4      | 2.000    | 289  | 261  | 1.107  |
| 2    | チリ       | 2    | 1    | 6   | 7      | 5      | 1.400    | 305  | 301  | 1.013  |
| 3    | コロンビア | 2    | 1    | 5   | 7      | 5      | 1.400    | 274  | 262  | 1.046  |
| 4    | ペルー     | 0    | 3    | 0   | 1      | 9      | 0.111    | 216  | 260  | 0.831  |

出典：FIVB
| 日程    | 開始  |            | 結果 |            | 1set  | 2set  | 3set  | 4set  | 5set  | 総得点  | R            |
| ------- | ----- | ---------- | ---- | ---------- | ----- | ----- | ----- | ----- | ----- | ------- | ------------ |
| 1月10日 | 19:50 | ペルー     | 0–3  | コロンビア | 19–25 | 23–25 | 21–25 |       |       | 63–75   | Match Centre |
| 1月10日 | 22:30 | チリ       | 1–3  | ベネズエラ | 35–37 | 14–25 | 27–25 | 22–25 |       | 98–112  | Match Centre |
| 1月11日 | 15:50 | コロンビア | 3–2  | ベネズエラ | 23–25 | 25–22 | 25–19 | 24–26 | 15–10 | 112–102 | Match Centre |
| 1月11日 | 18:30 | チリ       | 3–1  | ペルー     | 36–34 | 24–26 | 25–21 | 25–21 |       | 110–102 | Match Centre |
| 1月12日 | 15:50 | ベネズエラ | 3–0  | ペルー     | 25–19 | 25–16 | 25–16 |       |       | 75–51   | Match Centre |
| 1月12日 | 18:30 | チリ       | 3–1  | コロンビア | 25–22 | 22–25 | 25–21 | 25–19 |       | 97–87   | Match Centre |

## 最終順位
| 順位 | チーム     |
| ---- | ---------- |
| 1    | ベネズエラ |
| 2    | チリ       |
| 3    | コロンビア |
| 4    | ペルー     |

|  | 2020年東京オリンピック出場 |